# یورگن گوسلار

یورگن گوسلار (آلمانی: Jürgen Goslar؛ زادهٔ ۲۶ مارس ۱۹۲۷ - درگذشته ۵ اکتبر ۲۰۲۱) هنرپیشه کارگردان فیلم و کارگردان تلویزیونی اهل آلمان بود.
از فیلم‌ها یا برنامه‌های تلویزیونی که وی در آن به‌عنوان بازیگر نقش داشته‌است می‌توان به هلیکوپتر امداد و درک و به‌عنوان کارگردان به آلبینو اشاره کرد.